# Aftonrodnad

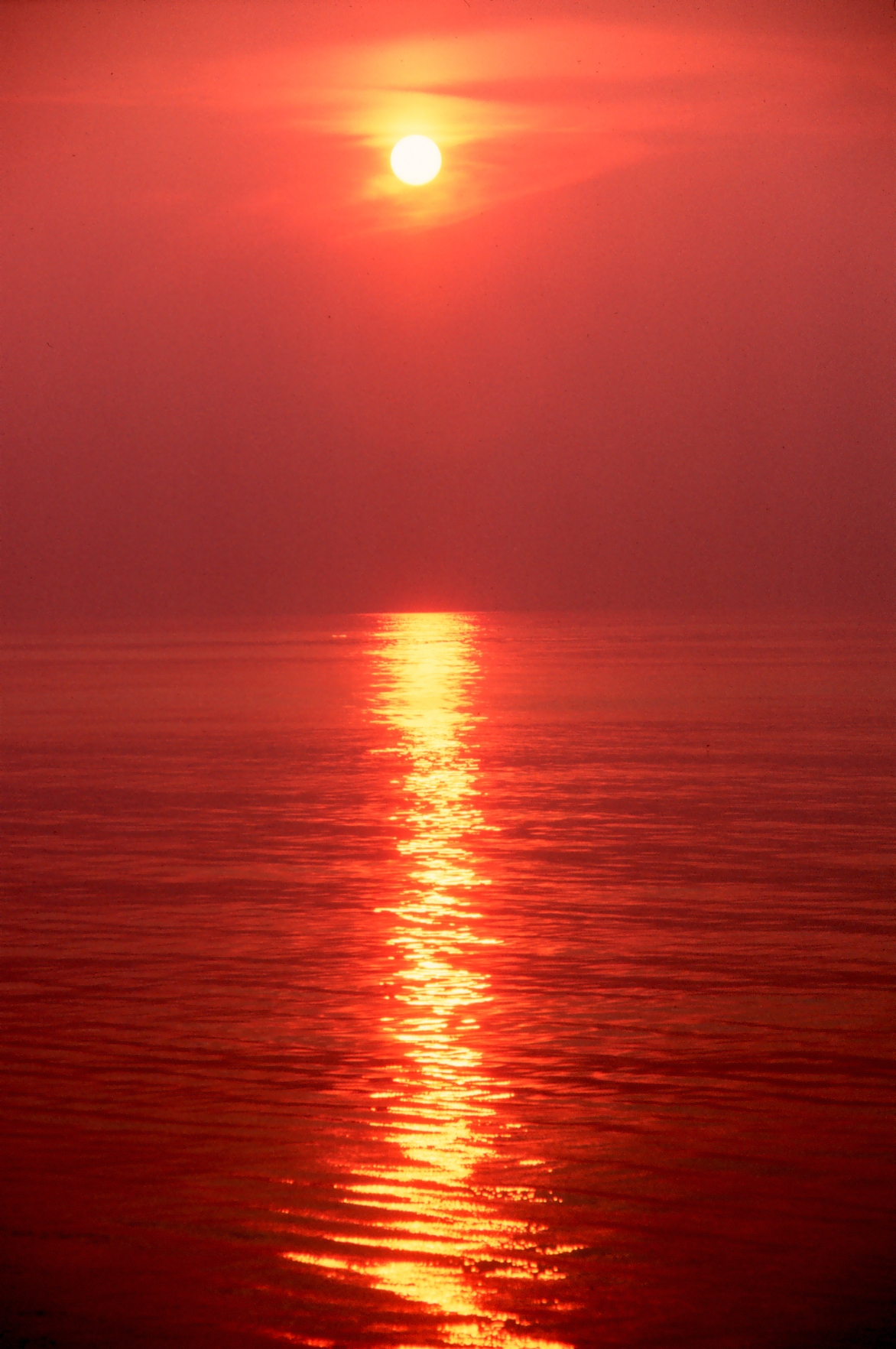
Solnedgång med kraftig aftonrodnad.

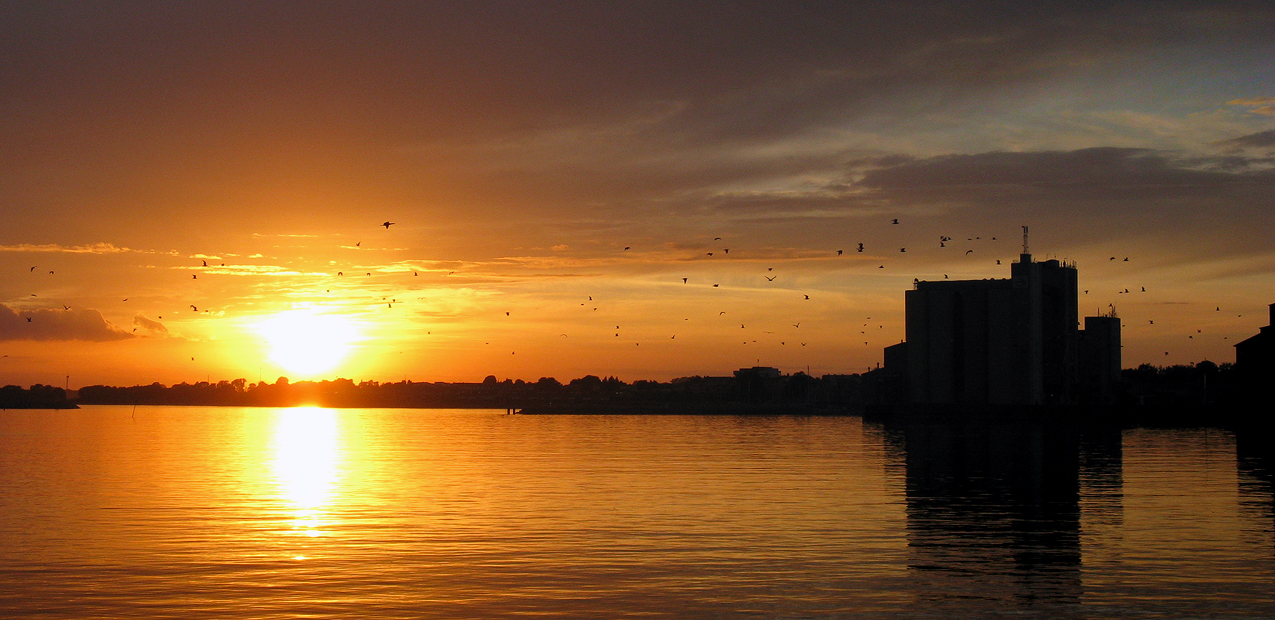
Aftonrodnad över Ystads hamn 27aug 2010.

Med aftonrodnad avses den rödaktiga färg som kan uppstå på himmel, moln och andra solbelysta föremål vid solnedgången. Den röda färgen orsakas av att ljuset färdas längre sträcka genom atmosfären när solen står lågt. Genom rayleigh-spridning sprids de kortvågiga färgerna som blått och grönt bort och endast de långvågiga, mer rödaktiga färgerna återstår. Fenomenet förstärks om luften innehåller små partiklar som är endast något större än luftmolekylerna. Motsvarande fenomen på morgonen kallas morgonrodnad.
Stark afton- eller morgonrodnad tillhörde de äldre vädermärkena. Bland annat står i Bibeln
| ”              | Han svarade dem: "På kvällen säger ni: Det blir vackert väder, himlen är röd, och på morgonen: I dag blir det oväder, himlen är röd och dyster. Himlens utseende kan ni tyda men inte tecknen för tiderna." | „ |
| – Matt. 16:2-3 | |   |

Några varianter på detta är Aftonrådna wil Morgondagen skiönt Wäder gifva. Morgonrådna den Dagen mycket Regn wil bedrifva (Bondepraktikan) och Aftonrodnad har inget att sätta, men morgonrodnad ger en våt hätta. Nästan alla vädermärken som omtalar afton- och morgonrodnad anger att morgonrodnad ger nederbörd medan aftonrodnad ger vacker natt eller saknar betydelse. Motsvarande vädermärken finns på många andra språk. Exempelvis heter det på nederländska Avondrood, mooi weer aan boord, morgenrood, regen in de sloot ("Aftonrodnad, vackert väder ombord, morgonrodnad, regn i diket"), eller Red at night, sailors delight. Red in the morning, sailors take warning.
En mindre undersökning vid SMHI visade att sannolikheten är större för nederbörd under dagen efter morgonrodnad. Aftonrodnad gav ofta nederbördsfri natt även om en klar kväll utan aftonrodnad har ännu mindre sannolikhet för nederbörd.